# Pidonia mutata
Pidonia mutata là một loài bọ cánh cứng trong họ Cerambycidae.